# Анджело (поэма)
«А́нджело» — поэма Александра Сергеевича Пушкина, оконченная 27 октября 1833 года и напечатанная в альманахе «Новоселье», ч. 2, 1834, вышедшем в свет в апреле 1834. Написана шестистопным ямбом с вольной рифмовкой (в диалогах преобладает парная рифмовка, так называемый александрийский стих).

## Основные сведения
По настоянию министра Уварова из поэмы было исключено несколько стихов. И во втором издании, несмотря на энергичные протесты Пушкина, места эти не были восстановлены. Поэма соединяет оригинальное повествование в духе старинных итальянских хроник на сюжет драмы Шекспира «Мера за меру» с довольно близким переводом сцен этой драмы. Первоначально Пушкин собирался перевести драму Шекспира размером подлинника (белым 5-стопным ямбом), сохранилось начало перевода. Центральная идея (занимавшая Пушкина в те годы) — превосходство духа милосердия над буквой закона.
Критика встретила поэму отрицательно, видя в ней признаки падения таланта Пушкина. По этому поводу Пушкин говорил Нащокину: «Наши критики не обратили внимания на эту пиесу и думают, что это одно из слабых моих сочинений, тогда как ничего лучше я не написал».

## Фильм
- Анджело (фильм, 1920)